# Altmärkische Tageszeitung
Die Altmärkische Tageszeitung war eine Regionalzeitung der Altmark.
Sie war 1919 aus dem Altmärkischen Intelligenz- und Leseblatt hervorgegangen. 1935 ging sie in der Zeitung Der Altmärker auf.